# Gualtiero Schiaffino
Gualtiero Schiaffino, noto come Skiaffino (Acqui Terme, 27 aprile 1943 – Camogli, 25 dicembre 2007), è stato un pubblicitario, disegnatore e scrittore italiano.

## Biografia
Figlio di un comandante di navi di Camogli e di una pittrice milanese di fama, attivo nel settore dell'umorismo, firmava i suoi lavori con lo pseudonimo di Skiaffino.
Autore della serie di strip Santincielo, si aggiudicò nel 1970 un concorso per cartoonist indetto dal quotidiano Paese Sera. Da allora ha pubblicato vignette umoristiche e satiriche su Undercomics, Eureka, la Gazzetta di Parma, Urania, la collana I Gialli di Rizzoli, Segretissimo, su "Playboy" edizione italiana e sul Corriere dei ragazzi.
Ha curato l'inserto settimanale La Bancarella per il quotidiano genovese Il Lavoro e l'inserto satirico settimanale de Il Lavoro/Repubblica "L'uovo qualunque". Nel 1982 ha fondato la rivista Andersen - Il mondo dell'infanzia, da cui è nato poi l'omonimo Premio Andersen destinato agli autori di letteratura per l'infanzia.
Fondatore della rivista NBN NewBooksNews.
Per sua iniziativa è stata fondata nel 1993 la Federazione Italiana Giuoco Ciclo-Tappo.
Schiaffino è stato anche consigliere provinciale e assessore alla cultura della Provincia di Genova, nonché consigliere delegato della società per Genova capitale europea della cultura 2004.